# Pennisetum baojiense
Pennisetum baojiense là một loài thực vật có hoa trong họ Hòa thảo. Loài này được W.X.Tong mô tả khoa học đầu tiên năm 1992.